# Punakha
Punakha (Dzongkha: སྤུ་ན་ཁ་) je upravno središče Punakha dzongkhaga, enega izmed 20 okrožij Butana. Punakha je bila glavno mesto Butana in sedež vlade do leta 1955, ko je bila prestolnica preseljena v Thimphu. Od glavnega mesta Thimphu je oddaljen približno 72 km ali približno 3 ure vožnje z avtomobilom. Za razliko od Thimphuja je pozimi toplo in vroče poleti. Leži na nadmorski višini 1200 metrov, riž pa se goji kot glavni pridelek vzdolž rečnih dolin dveh glavnih butanskih rek, Pho Čhu in Mo Čhu. Dzongkha se v tem okrožju pogosto govori.

## Pungthang Dewachen Gi Phodrang
Pungthang Dewachen Phodrang ('Palača velike sreče') ali Punakha dzong je zgradil Tuebi Zaow Balip pod velikim poveljstvom šabdrunga Ngavang Namgjala leta 1637 in naj bi bil dokončan v obdobju dveh let. Je tudi najlepši dzong (samostanska trdnjava) v državi. Je zimska rezidenca osrednjega samostanskega telesa Butana, ki jo vodi Je Khenpo. Dzong hrani najbolj svete relikvije šole Kagju, južne Drukpa (sekta Rdečih kap), vključno z Rangjung Kasarpani in svete ostanke šabdrunga Ngawang Namgyala in Tertön Padma Lingpa.
Leta 1907 je bil Punakha dzong kraj kronanja  Ugjena Vangčuka kot prvega kralja Butana. Tri leta kasneje je bila v Punakhi podpisana pogodba, v kateri so se Britanci strinjali, da se ne bodo vmešavali v notranje zadeve Butana, Butan pa je Britaniji dovolil, da vodi svoje zunanje zadeve.
Leta 1987 je dzong delno uničil požar.
Zaradi svoje lokacije na sotočju rek Pho Čhu in Mo Čhu v dolini Punakha-Vangdue, je dzong občutljiv na hudourniške poplave, ki jih povzročajo ledeniška jezera. Po nedavnem poročilu je prišlo do škode, ki jo je Punakha dzong doživel v letih 1957, 1960 in 1994.  Marca 2010 so začeli z deli za zaščito dzonga pred prihodnjo škodo zaradi poplav s poglabljanjem rečnih kanalov in dviganjem nasipov.
Pokriti leseni konzolni most, ki prečka reko Mo Čhu, je bil zgrajen skupaj z dzongom v 17. stoletju. Ta most je leta 1957 ali 1958 odplavila hudourniška poplava. Leta 2006 so se začela dela na novi pokriti leseni konzolni konstrukciji mostu na tradicionalen način gradnje s prostim razponom 55 metrov, ki je bil dokončan leta 2008 s pomočjo Nemčije. 
13. oktobra 2011 je v dzongu potekala poroka butanskega kralja Jigmeja Khesarja Namgyla Wangchuka z Butanko Jetsun Pema.

## Vas Ritša
Dolina Punakha je v Butanu znana po vzgoji riža. Rdeči in beli riž se gojita vzdolž rečne doline Pho in Mo Čhu, dveh najvidnejših rek v Butanu. Ritša (ob vznožju hriba) je tipična vasica v Punakhi. Vaške hiše so narejene iz blata s kamnitimi temelji. Vsaka hiša ima le dve nadstropji. V okolici hiš so vrtovi in riževa polja. V vrtovih so običajno tudi sadne rastline, kot so pomaranče in papaja med ekološko pridelano zelenjavo. Vas je oddaljena 1 km od avtoceste Punakha-Gasa, trenutno pa se vaščani ukvarjajo z gradnjo 1 km poljske ceste. V zadnjih letih so kmetijska dela mehansko obdelana, za obdelovanje polj pa se uporabljajo plugi, namesto volov, vaščani pa so postali razmeroma uspešni. To je vzorčna vas v vzhodnem Butanu.